# Anglès (Tarn)
Anglès ist eine südfranzösische Gemeinde mit 517 Einwohnern (Stand: 1. Januar 2022) im Département Tarn in der Region Okzitanien. Sie gehört zum Arrondissement Castres und ist Mitglied im Gemeindeverband Communauté de communes du Haut-Languedoc. Die Bewohner werden Anglésiens und Anglésiennes genannt.

## Geografie

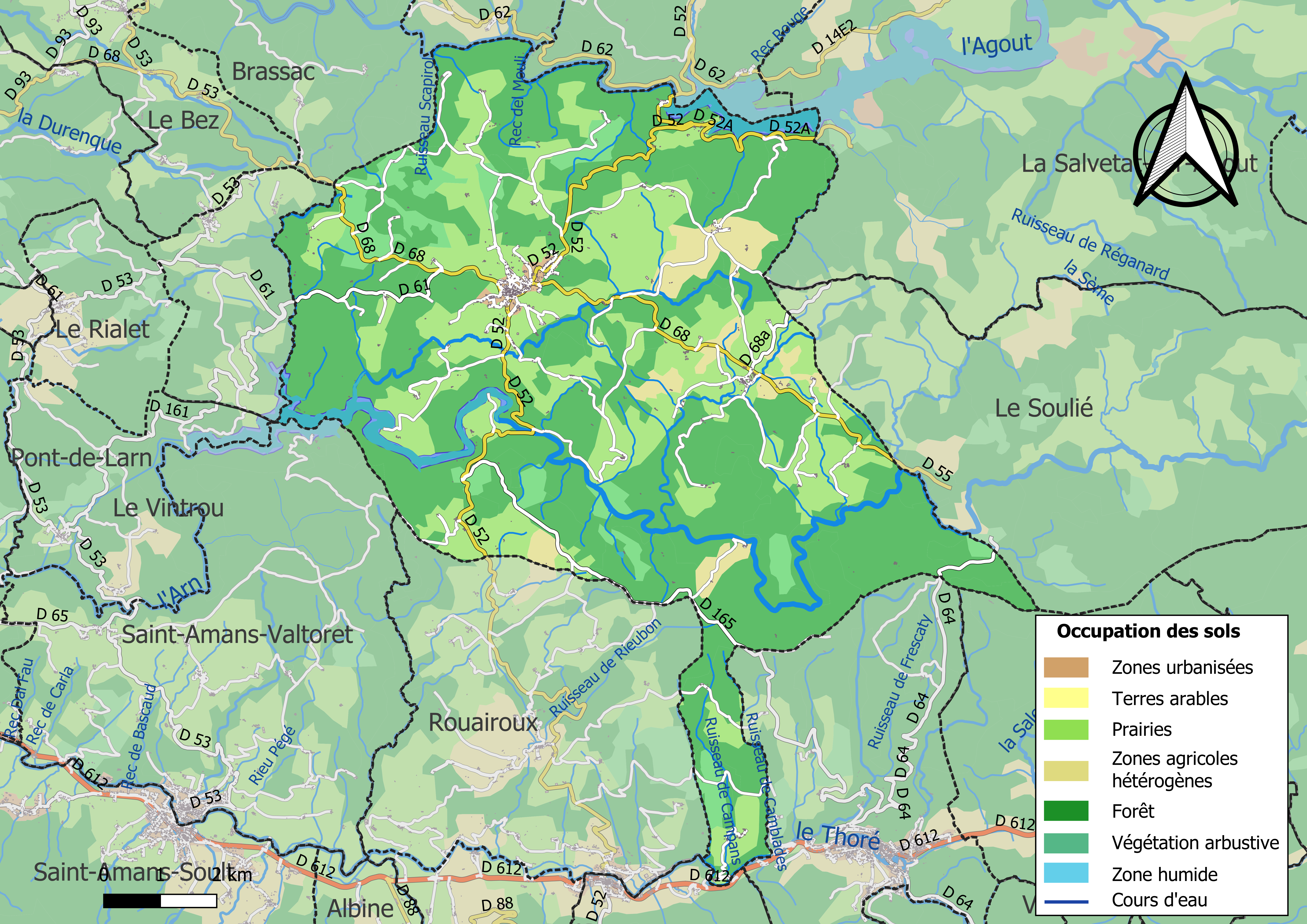
Bodennutzung, Hydrografie und Infrastruktur von Anglès (2018)

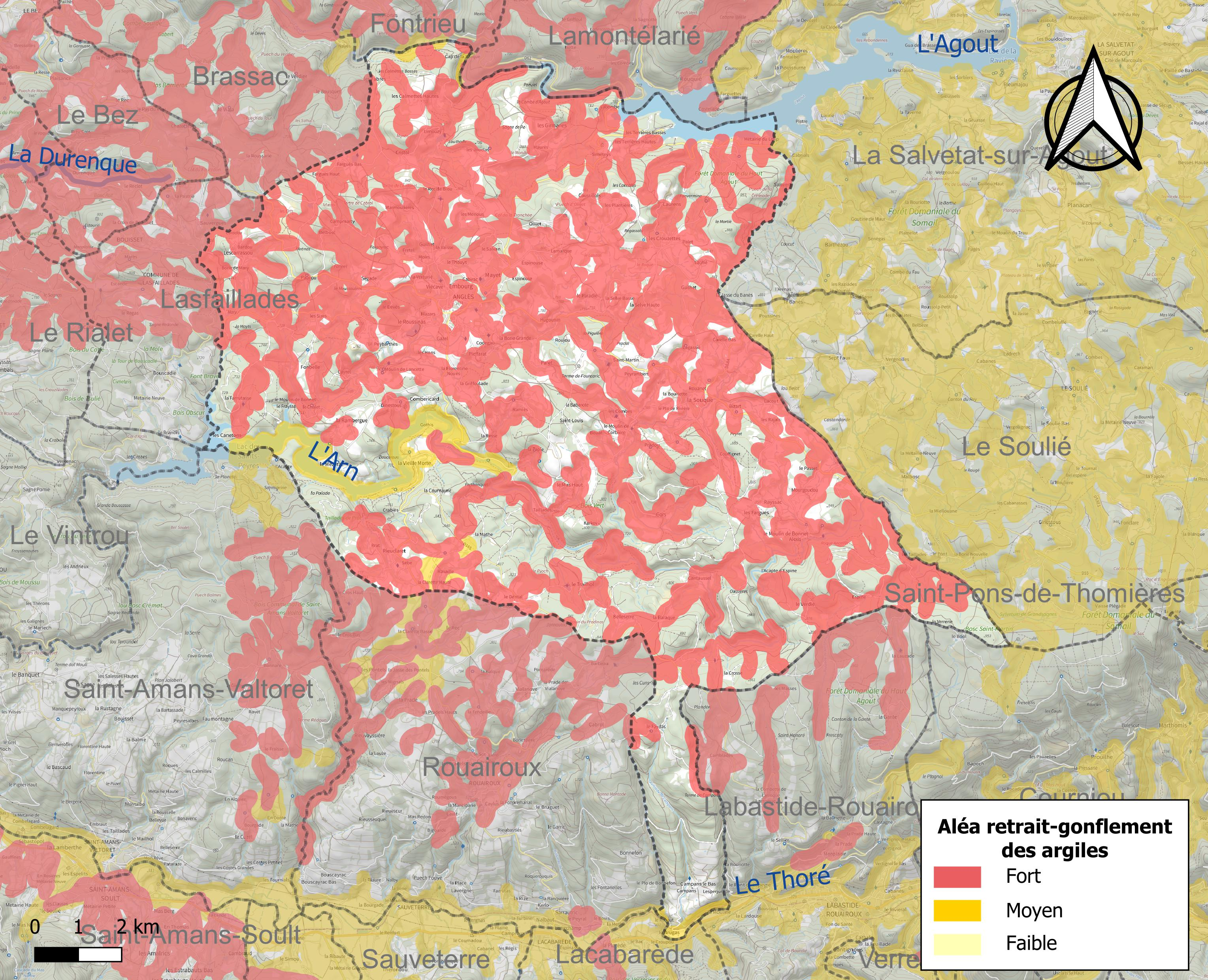
Gebiete von Anglès mit erhöhtem Risiko des Quellen und Schrumpfens des tonhaltigen Bodens

Anglès liegt etwa 26 Kilometer ostsüdöstlich von Castres, etwa 52 Kilometer südöstlich von Albi und etwa 43 Kilometer nordnordöstlich von Carcassonne an der Grenze zum benachbarten Département Hérault. Das Gemeindegebiet ist Teil des Regionalen Naturpark Haut-Languedoc südlich der Monts de Lacaune.
Anglès befindet sich im Einzugsgebiet der Garonne und wird vom Agout entwässert, der das Gemeindegebiet im Norden begrenzt, ferner vom Thoré, der es im Süden begrenzt, vom Arn der es von Ost nach West durchströmt und vom Ruisseau de Nègeurieu, der im Gemeindegebiet entspringt und im Südwesten in den zum Lac des Saints-Peyres aufgestauten Arn mündet. Weitere kleinere Fließgewässer sind die Sème, der Ruisseau de Banès de Cors, der Ruisseau de Peyroux, der Ruisseau Rieupeyroux, der Rec de Douze, der Rec del Mouli, der Ruisseau de Camblades, der Ruisseau de Campans, der Ruisseau de la Souque et du Banès und der Ruisseau de Maurès. Im Norden wird der Agout zum Lac de la Raviège aufgestaut, an dem die Gemeinde einen kleinen Anteil besitzt. Das Zentrum von Anglès liegt auf etwa 760 m Höhe. Das Relief des Gemeindegebiets ist das eines Mittelgebirges mit starken Hangneigungen und etlichen Erhebungen, das im äußersten Süden zum Thoré-Tal steil abfällt. Die maximale Erhebung wird im Südosten mit 967 m gemessen, die niedrigste mit 342 m im Süden am Austritt des Thoré aus dem Gemeindegebiet.
Teile des Gebiets von Anglès gehören zu den Natura 2000-Schutzgebieten „Vallée de l’Arn“ (FR7300942) und „Vallées du Tarn, de l’Aveyron, du Viaur, de l’Agout et du Gijou“ (FR7301631)
sowie von insgesamt 17 ZNIEFF-Naturzonen.
Rund 58 % der Fläche der Gemeinde sind bewaldet, rund 32 % werden landwirtschaftlich, hauptsächlich als Grünland genutzt, rund 7 % entfallen auf Flächen mit Strauch- und/oder Kräutervegetation, rund 2 % auf Binnengewässer und rund 1 % auf bebaute Flächen (Stand: 2018).
In bestimmten Teilen des Gemeindegebiets bestehen Gefahren durch Überschwemmungen, Waldbrände und Quellen und Schrumpfen des tonhaltigen Bodens.
Umgeben wird Anglès von den elf Nachbargemeinden:
| Brassac              | Fontrieu Lamontélarié                       | La Salvetat-sur-Agout (Hérault) |
| Lasfaillades         | Kompassrose, die auf Nachbargemeinden zeigt | Le Soulié (Hérault)             |
| Saint-Amans-Valtoret | Labastide-Rouairoux Lacabarède Rouairoux    | Courniou (Hérault)              |

## Geschichte
Einige Dokumente aus dem 13. Jahrhundert erwähnen den Ort mit der Bezeichnung „castrum des angulis“. Es war einer der vielen Militärstützpunkte, die die Römer während der Eroberung Galliens hier und da an strategischen Punkten errichtet hatten. Das Dorf war wohl während des Hundertjährigen Krieges nicht von englischen Truppen besetzt gewesen. Gleichwohl würde die Umgegend während dieser Zeit von den Grandes Compagnies verwüstet. Nach dem Ende der Albigenserkriege (1209–1229) und der Annexion der Grafschaft Toulouse (1271) gehörte Anglès zum Bistum Saint-Pons-de-Thomières. Im Jahr 1362 wurde Anglès von den Truppen des späteren Königs von Kastilien, Heinrich II. eingenommen und vollständig niedergebrannt. Johann II., genannt „der Gute“, ließ das Dorf wieder aufbauen und seine Verteidigung verstärken. Zu Beginn des 16. Jahrhunderts geriet das Dorf in eine lange und schmerzliche Zeit der Kriege, die aus der Einführung der Reformation in der Region resultierten. In der Zeit der Hugenottenkriege (1562–1598) wurden mehrere Pfarrkirchen der heutigen Gemeinde zerstört.

## Bevölkerungsentwicklung
| Anglès: Einwohnerzahlen von 1793 bis 2020                                                                                  | Anglès: Einwohnerzahlen von 1793 bis 2020 | Anglès: Einwohnerzahlen von 1793 bis 2020 | Anglès: Einwohnerzahlen von 1793 bis 2020 | Anglès: Einwohnerzahlen von 1793 bis 2020 |
| --- | ----------------------------------------- | ----------------------------------------- | ----------------------------------------- | ----------------------------------------- |
| Jahr |                                           |                                           |                                           | Einwohner                                 |
| 1793 | 1793                                      |                                           | 2.444                                     | 2.444                                     |
| 1800 | 1800                                      |                                           | 2.562                                     | 2.562                                     |
| 1806 | 1806                                      |                                           | 2.654                                     | 2.654                                     |
| 1821 | 1821                                      |                                           | 2.737                                     | 2.737                                     |
| 1831 | 1831                                      |                                           | 2.795                                     | 2.795                                     |
| 1836 | 1836                                      |                                           | 2.870                                     | 2.870                                     |
| 1841 | 1841                                      |                                           | 2.785                                     | 2.785                                     |
| 1846 | 1846                                      |                                           | 3.000                                     | 3.000                                     |
| 1851 | 1851                                      |                                           | 2.861                                     | 2.861                                     |
| 1856 | 1856                                      |                                           | 2.707                                     | 2.707                                     |
| 1861 | 1861                                      |                                           | 2.663                                     | 2.663                                     |
| 1866 | 1866                                      |                                           | 2.680                                     | 2.680                                     |
| 1872 | 1872                                      |                                           | 2.513                                     | 2.513                                     |
| 1876 | 1876                                      |                                           | 2.596                                     | 2.596                                     |
| 1881 | 1881                                      |                                           | 2.572                                     | 2.572                                     |
| 1886 | 1886                                      |                                           | 2.511                                     | 2.511                                     |
| 1891 | 1891                                      |                                           | 2.310                                     | 2.310                                     |
| 1896 | 1896                                      |                                           | 2.141                                     | 2.141                                     |
| 1901 | 1901                                      |                                           | 1.983                                     | 1.983                                     |
| 1906 | 1906                                      |                                           | 1.894                                     | 1.894                                     |
| 1911 | 1911                                      |                                           | 1.894                                     | 1.894                                     |
| 1921 | 1921                                      |                                           | 1.553                                     | 1.553                                     |
| 1926 | 1926                                      |                                           | 1.427                                     | 1.427                                     |
| 1931 | 1931                                      |                                           | 1.237                                     | 1.237                                     |
| 1936 | 1936                                      |                                           | 1.235                                     | 1.235                                     |
| 1946 | 1946                                      |                                           | 1.070                                     | 1.070                                     |
| 1954 | 1954                                      |                                           | 964                                       | 964                                       |
| 1962 | 1962                                      |                                           | 911                                       | 911                                       |
| 1968 | 1968                                      |                                           | 934                                       | 934                                       |
| 1975 | 1975                                      |                                           | 667                                       | 667                                       |
| 1982 | 1982                                      |                                           | 649                                       | 649                                       |
| 1990 | 1990                                      |                                           | 588                                       | 588                                       |
| 1999 | 1999                                      |                                           | 563                                       | 563                                       |
| 2006 | 2006                                      |                                           | 559                                       | 559                                       |
| 2013 | 2013                                      |                                           | 525                                       | 525                                       |
| 2020 | 2020                                      |                                           | 507                                       | 507                                       |
| Quelle(n): EHESS/Cassini bis 1999, INSEE ab 2006 Anmerkung(en): Ab 1962 offizielle Zahlen ohne Einwohner mit Zweitwohnsitz |                                           |                                           |                                           |                                           |

Der kontinuierliche Rückgang der Einwohnerzahlen seit der Mitte des 19. Jahrhunderts ist im Wesentlichen auf die Mechanisierung der Landwirtschaft und den damit einhergehenden Verlust an Arbeitsplätzen zurückzuführen.

## Sehenswürdigkeiten
- Das im 17. Jahrhundert erneuerte Stadttor der Porte Bas ist der einzig erhaltene Teil der ehemaligen Stadtbefestigung (remparts); es wurde im Jahr 1927 als Monument historique[10] eingeschrieben.
- Das frühere Wahrzeichen des Ortes, ein ca. 200-jähriger Esskastanienbaum in der Ortsmitte, fiel im Winter 2012 einer mehrtägigen Kälteperiode mit Tag- und Nachtfrösten zum Opfer.
- Eine Pfarrkirche entstand wohl schon im Mittelalter; sie wurde jedoch in den religiös motivierten Auseinandersetzungen des 16. Jahrhunderts weitgehend zerstört. Ihr heutiger Zustand entspricht dem einer umfassenden Erneuerung zu Beginn des 19. Jahrhunderts.[11]
- Der in den südwestlichen Ausläufern der Cevennen gelegene Ort verfügt seit 1819 über eine kleine protestantische Kirche (temple).

außerhalb
- Die circa acht Kilometer südöstlich gelegene und im späten 19. Jahrhundert im neogotischen Stil erbaute Kirche Saint-Martin des Weilers La Souque verfügt über eine Apsis aus Natursteinen. Der barocke Altar im Innern und sein Altaraufsatz entstanden im 17./18. Jahrhundert.
- Das circa zehn Kilometer südlich des Ortes gelegene und das Tal des Flüsschens Thoré dominierende Château de Campan (43° 28′ 37,2″ N, 2° 36′ 38″ O) entstand wahrscheinlich vom 11. bis zum 13. Jahrhundert; sein heutiger Zustand mit zahlreichen Kreuzstockfenstern entspricht jedoch im Wesentlichen den Umbauten des 16./17. Jahrhunderts. Fassaden und Dächer des in Privatbesitz befindlichen Baus wurden im Jahr 1961 als Monument historique[12] eingeschrieben.
- Der Menhir de la Crosse und der Statuenmenhir vom Lac de la Raviège (auch Statuenmenhir des Jouclas)

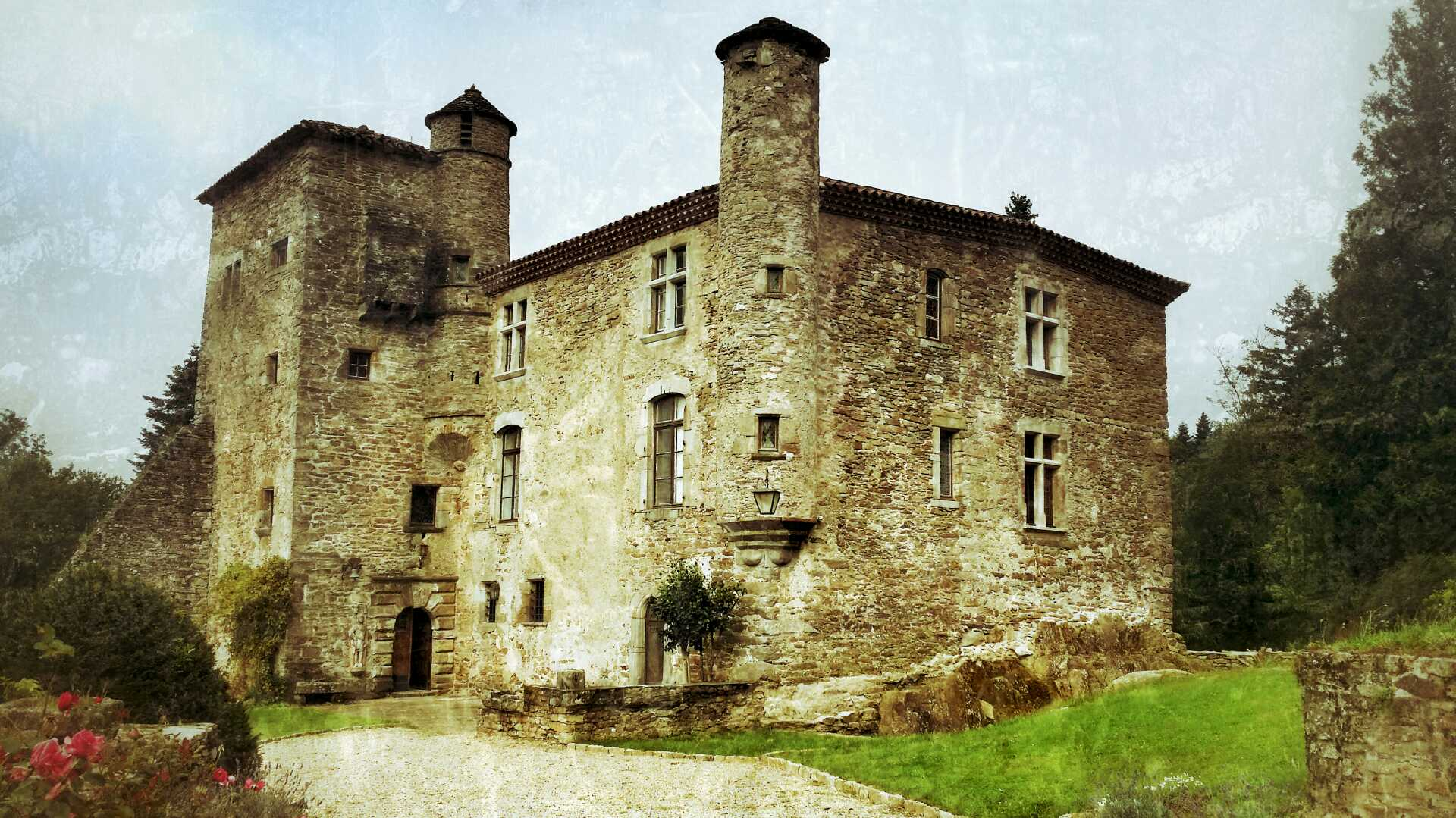
Château de Campan
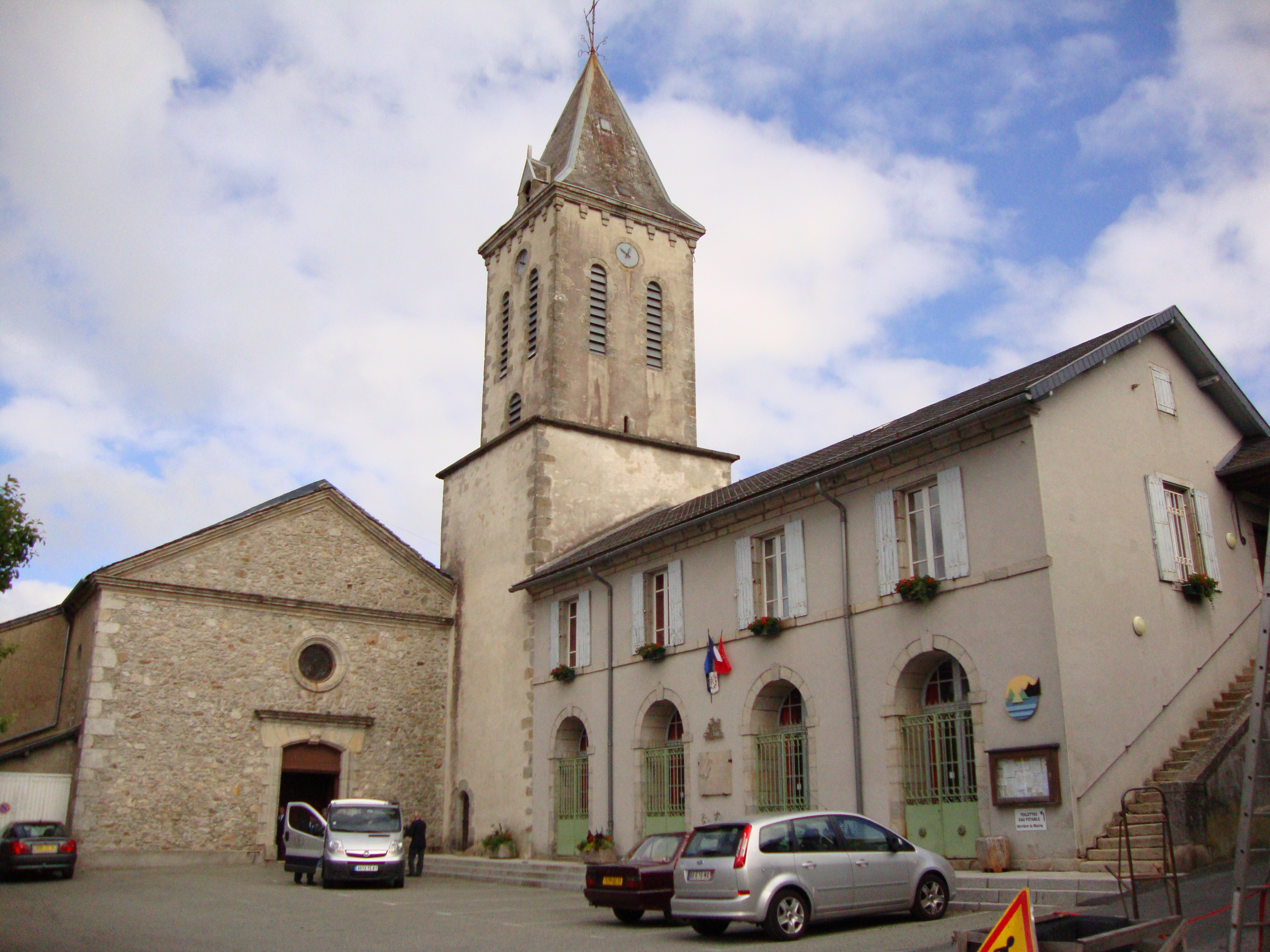
Pfarrkirche Notre-Dame-de-l’Assomption mit Rathaus (Mairie)
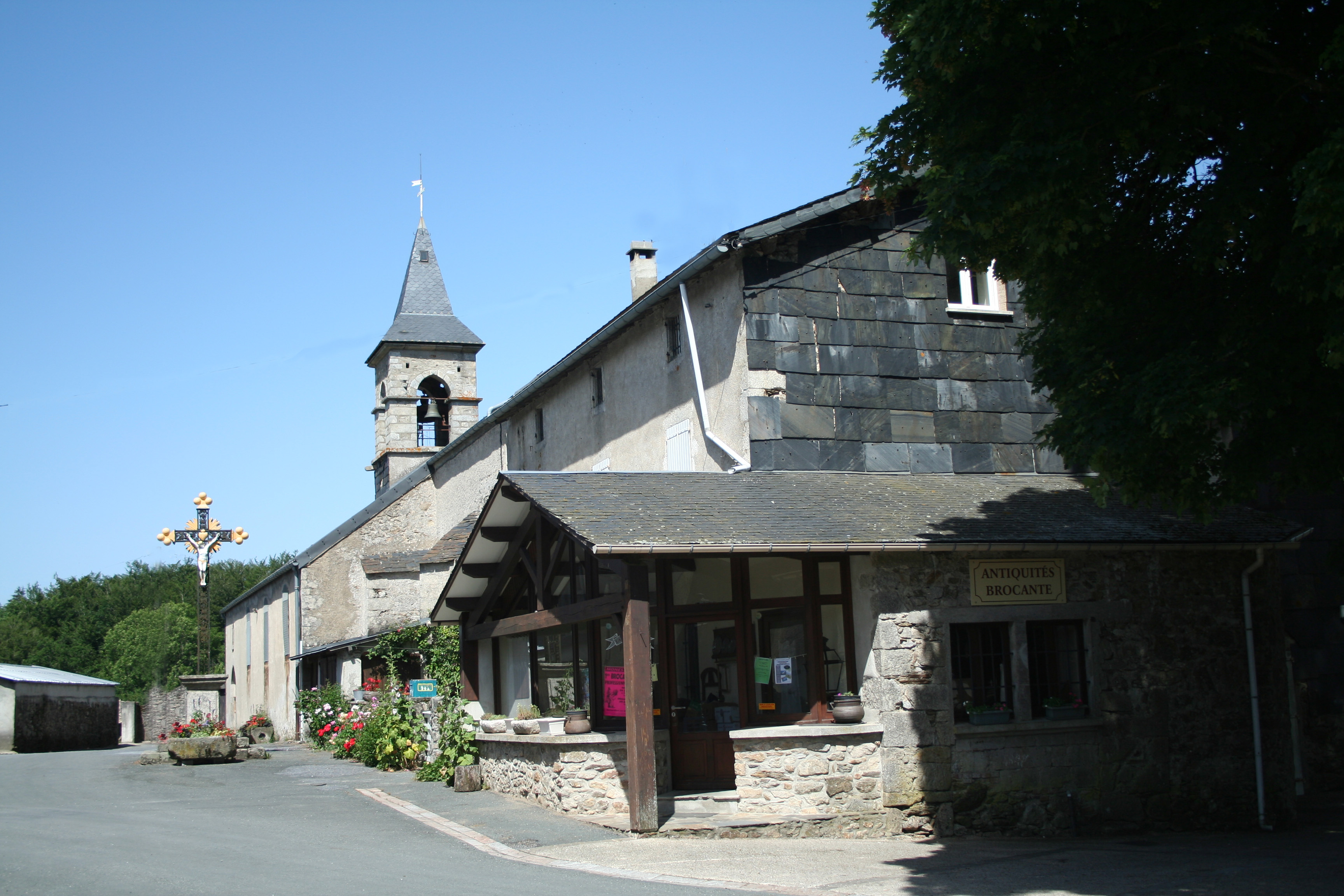
Kirche Saint-Martin
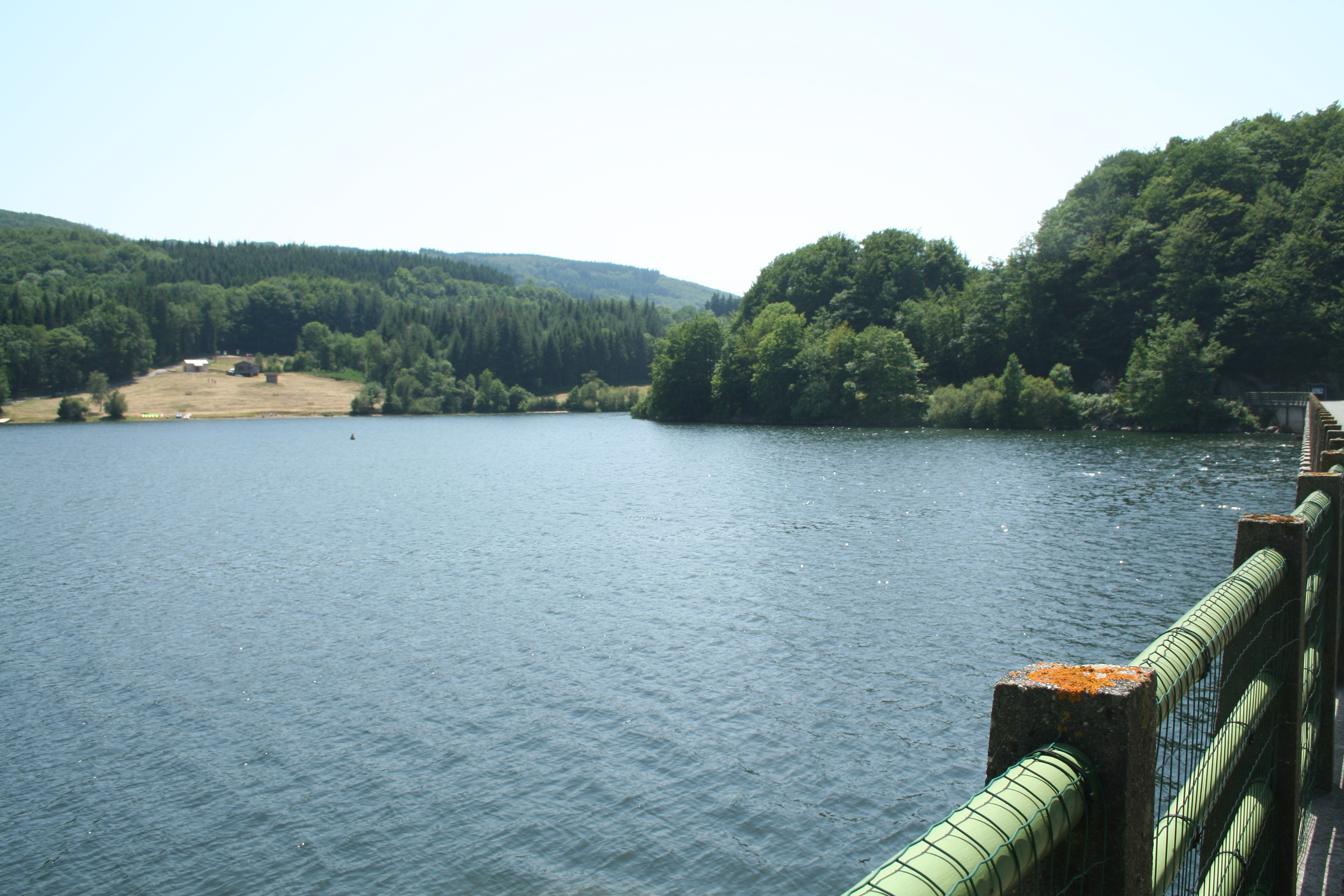
Stausee Lac de la Raviège
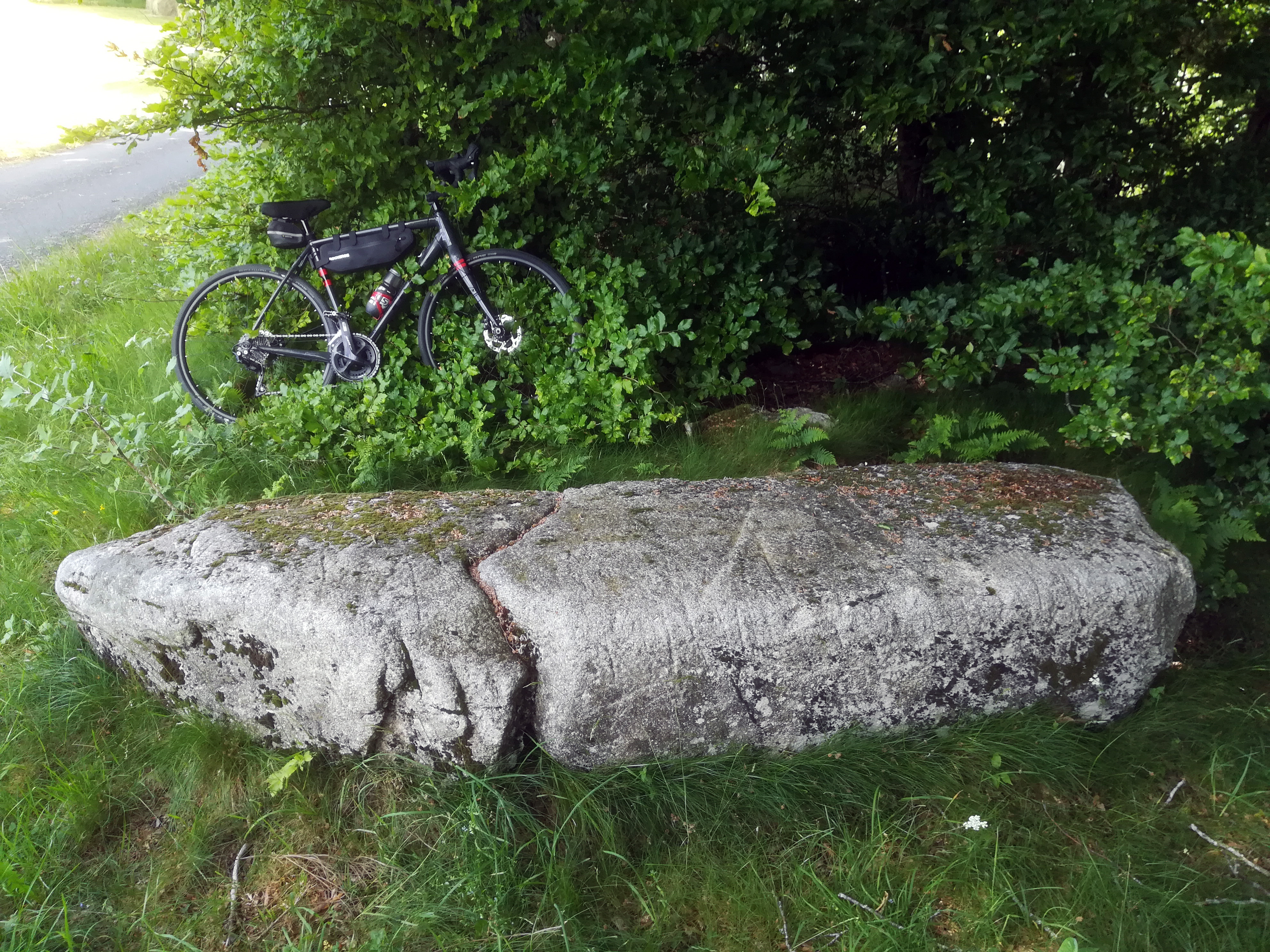
Statuenmenhir vom Lac de la Raviège

## Sport und Freizeit
- Der GR 653, ein Fernwanderweg zwischen Arles (Département Bouches-du-Rhône) und dem Col du Somport an der spanischen Grenze, durchquert das Gemeindegebiet von Ost nach West. Er folgt der Via Tolosana, einem der vier Jakobswege in Frankreich.[13]
- Der rund 191 Kilometer lange GRP Tour des Hautes Terres d’Oc ist ein Rundwanderweg um die Monts de Lacaune.[14]

## Bildung
Die Gemeinde verfügt über eine öffentliche Vor- und Grundschule (École primaire) mit 19 Schülerinnen und Schülern im Schuljahr 2024/2025.

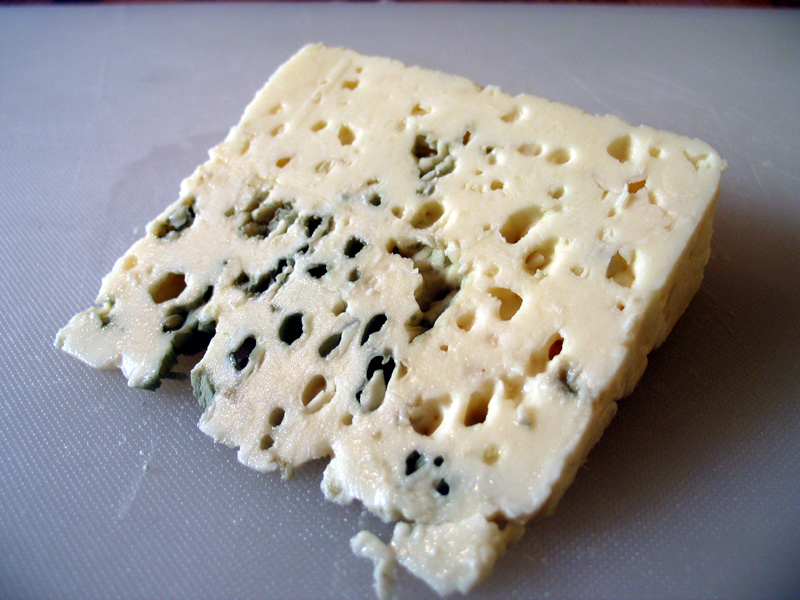
Roquefort

## Wirtschaft
Anglès liegt in der Zone AOC des  Blauschimmelkäses Roquefort.
Die Bewohner der flächenmäßig großen Gemeinde lebten jahrhundertelang als Selbstversorger von Ackerbau und Viehzucht (Schafe, Ziegen). Auch die Forstwirtschaft und der Tourismus sind heute von Bedeutung.

## Verkehr
Anglès liegt fernab größerer Verkehrsachsen. Die Departementsstraße D 52 verbindet das Zentrum der Gemeinde mit Lamontélarié im Norden und mit Rouairoux im Süden. Die Departementsstraße D 68/D 53 verbindet es mit Le Bez und Brassac im Westen. Weitere nachgeordnete Departementsstraßen und lokale Landstraßen verbinden das Zentrum mit weiteren Nachbargemeinden und den Weilern der Gemeinde.

## Persönlichkeiten
- Louis-Marie Galibert (1845–1883), römisch-katholischer Ordensgeistlicher und Apostolischer Vikar von Ost-Cochin, geboren in Anglès